# 田中理勇
田中 理勇（たなか りお、2004年（平成16年）6月22日 - ）は、日本の俳優である。テアトルアカデミーに所属していた。

## 出演

### テレビドラマ
- 左目探偵EYE（2010年、日本テレビ）
- ヤンキー君とメガネちゃん（2010年、TBS）
- Q10（2010年、日本テレビ）
- 海賊戦隊ゴーカイジャー（2011年、テレビ朝日）
- 最上の命医（2011年、テレビ東京）
- 遺留捜査（2011年、テレビ朝日）
- マルモのおきて（2011年、フジテレビ）
- 美男ですね（2011年、フジテレビ） - 桂木廉（幼少期） 役
- 魔術はささやく（2011年、フジテレビ） - 浅野守（幼少期） 役
- 最高の人生の終り方〜エンディングプランナー〜（2012年、TBS） - 井原真人（幼少期） 役
- 火災調査官・紅蓮次郎12（2012年、テレビ朝日）
- 恋愛検定（2012年、NHK BSプレミアム） - 新垣駿 役
- ゴーストママ捜査線〜僕とママの不思議な100日〜（2012年、日本テレビ）
- 事件救命医〜IMATの奇跡〜（2013年、テレビ朝日） - 日向晶（幼少期） 役
- S -最後の警官- 第1話（2014年1月12日、TBS） - 人質の子 役
- 金田一少年の事件簿N（2014年、日本テレビ） - 高遠遙一（幼少期） 役

### 映画
- コドモ警察（2013年） - 平岡翔太 役

### バラエティ
- できた できた できた（2010年 - 、NHK Eテレ）
- ゲーマーズTV 夜遊び三姉妹 #84（2012年、日本テレビ）

### スチール
- 京王電鉄 鉄道事業ポスター（2010年 - 2013年）

### CM
- 三洋電機 eneloop（2009年）
- 雪印乳業 北海道100 さけるチーズ（2012年）
- ハシモト フィットちゃんランドセル（2012年）
- 日産・セレナ（2013年）
- 学研エデュケーショナル・学研教室（2014年）

### PV
- Lily.μ（2012年3月7日、「SECOND LOVE〜2度めの恋〜」） - アルバム「Lily Music」収録曲
- 神谷浩史+小野大輔「僕達だけの物語」（2012年）